# Fritz-Dietlof von der Schulenburg
Fritz-Dietlof von der Schulenburg, né le 5 septembre 1902 à Londres et mort le 10 août 1944 à la prison de Plötzensee est un officier allemand, fonctionnaire, et résistant au nazisme qui a participé au complot du 20 juillet 1944.

## Biographie

### Famille et jeunesse
Fritz-Dietlof von der Schulenburg naît à Londres. Il est le quatrième fils de Friedrich, comte de Schulenburg, alors attaché militaire d'Allemagne en Angleterre, et de Freda-Marie comtesse d'Arnim. Avec ses quatre frères et sa sœur Tisa, il passe son enfance à Berlin, Potsdam, Münster et au château familial de Tressow dans le Mecklembourg. Les enfants sont éduqués par une préceptrice.
En mars 1933, il épouse Charlotte Kotelmann (1909-1991).
Il passe son abitur au lycée Sainte-Catherine de Lübeck et, contre la tradition familiale, délaisse une carrière d'officier pour étudier le droit à Göttingen et à Marbourg. En 1923, il passe son examen d'État à Celle et est cinq ans durant stagiaire à Potsdam et à Kyritz. En 1924, il interrompt son stage pour s'embarquer comme matelot sur un vapeur en route vers l'Amérique du Sud. En 1928, il devient assesseur à Recklinghausen.
Fritz-Dietlof von der Schulenburg se considère comme faisant partie d'une l'élite, représentée par les militaires et les fonctionnaires, dont la mission est d'agir pour le bien du peuple. Il s'intéresse à l'endettement des agriculteurs et à la réforme agraire. L'idée qu'il se fait du monde agricole et de la justice sociale lui valent bientôt le surnom de « Comte Rouge » auprès de ses collègues. Hans Bernd Gisevius, un autre collaborateur du complot du 20 juillet 1944, le qualifie de « Comte socialiste ». Cependant, Schulenburg prend clairement position contre tout mouvement en faveur du bolchevisme.

### Adhésion au NSDAP
Ses premiers contacts avec le parti national-socialiste datent de 1930. Il y adhère en février 1932, tout comme le reste de sa famille. La même année, il est muté en province de Prusse-Orientale. Il est alors considéré comme un des « nazis du nord », un courant du parti favorable aux positions des frères Gregor et Otto Strasser.
En mars 1933, Schulenburg est conseiller d'État à Königsberg et gagne en influence, à la fois dans l'administration et dans le parti. Il est vu au NSDAP comme un chef « de gauche » avec un attachement aux traditions prussiennes. Il est chargé à cette époque à la mise au pas des fonctionnaires sous ses ordres et à leur remplacement par des membres du parti nazi, et à cette occasion, il entre souvent en conflit avec son supérieur hiérarchique, Erich Koch. Ces conflits prennent une telle ampleur qu'il est muté comme sous-préfet à Berlin sous les ordres de Wolf-Heinrich von Helldorf. En 1939, Schulenburg est haut président de la province de Haute-Silésie et de la Basse-Silésie. Déjà à ce moment, le régime nazi le considère comme peu fiable politiquement et il est exclu du parti en 1940.

### Engagement militaire
Malgré les réticences des fonctionnaires face aux projets de Hitler et malgré l'affaire Blomberg-Fritsch qui permet à Hitler d'écarter la vieille garde de la Reichswehr, Schulenburg s'engage pour partir au front. Comme il est lieutenant de réserve, il rejoint la 23e division d'infanterie à Potsdam et prend part à l'opération Barbarossa qui lui vaut d'obtenir en 1941 la croix de fer de 1re classe. Mais ce à quoi il assiste au front en 1941 et en 1942 fait de lui un opposant à la guerre. Pendant qu'il occupe différents postes, comme sous les ordres de Herbert Backe au ministère de l'Alimentation, ou comme aide de camp en Crimée, il considère de son devoir d'organiser la résistance au régime et l'élimination de Hitler.

### Mouvement de résistance
Schulenburg voit avec une inquiétude et une indignation croissante comment le régime s'accompagne de violations du droit, et prend contact avec les opposants de différentes factions, convainquant notamment Claus von Stauffenberg de rejoindre les conjurés. Schulenburg est aussi membre d'un cercle de hauts fonctionnaires appartenant pour la plupart la noblesse prussienne, qui en interne ne ménagent pas leur critique du national-socialisme. Un de ses amis est Peter Yorck von Wartenburg : après l'attentat raté contre Hitler, ils sont de ceux qui seront désignés comme la « clique des comtes ».

Schulenburg voit les crises à venir dans l'approvisionnement, la conduite de la guerre, et surtout ce que subit la population dans les territoires conquis, et à partir de 1942, il assiste régulièrement aux réunions du Cercle de Kreisau. Un autre facteur joue également dans le développement du mouvement de résistance : les Alliés ont annoncé qu'ils exigent une capitulation sans condition. Il s'agit alors d'éviter une défaite militaire complète et de parvenir à une paix négociée. Dans un projet de 1943 sur les mesures à prendre sur le plan européen, auquel il a largement contribué, il écrit : 

« Le problème européen est qu'une multitude de peuples doit vivre sur un territoire relativement restreint en conciliant unité et indépendance. L'unité doit être suffisamment forte pour qu'il n'y ait plus jamais de guerre entre eux et pour que les intérêts de l'Europe soient défendus à l'extérieur. [...] Les États européens n'auront de solution que fédérale, en adhérant de leur propre gré à une communauté d'États souverains. »

— Schulenburg
Étant noble, fonctionnaire et officier, Schulenburg bénéficie de multiples contacts qu'il utilise au fil du temps pour recruter des participants au complot. Il est en relation avec Carl Friedrich Goerdeler et le groupe militant Reichsbanner Schwarz-Rot-Gold de Julius Leber. En 1943, il est soupçonné d'œuvrer contre le régime : une nuit, il est arrêté, et n'est libéré que grâce à son statut et ses relations. On lui attribue aussi le projet d'une union des communistes avec le groupe gravitant autour de Stauffenberg.

### Échec du complot et procès
Schulenburg participe activement aux préparatifs, notamment en aidant à détourner de ses objectifs l’opération Walkyrie, un plan d'urgence mis en place par le pouvoir contre une éventuelle insurrection. En cas de succès, il est prévu qu'il devienne ministre de l'Intérieur. Le 20 juillet 1944, Schulenburg se trouve au Haut Commandement de la Wehrmacht. Après l'échec de l'attentat, il est arrêté alors qu'il se trouve au Bendlerblock où se trouvent les principaux officiers du complot. Le 10 août 1944, il est jugé et condamné à mort par le Volksgerichtshof en même temps qu'Erich Fellgiebel, Berthold von Stauffenberg, Alfred Kranzfelder et Georg Alexander Hansen. Après le verdict, il déclare : 

« Nous avons pris la responsabilité de cette action pour préserver l'Allemagne d'une misère sans nom. Je sais que je vais être pendu mais je ne regrette pas mon acte et j'espère qu'un autre le commettra avec plus de succès. »

Il est exécuté le même jour par pendaison à la prison de Plötzensee.

## Littérature
(de)
- Ulrich Heinemann (de) : Ein konservativer Rebell. Fritz-Dietlof Graf von der Schulenburg und der 20. Juli. Siedler, Berlin, 1990,  (ISBN 3-88680-373-2).
- Johannes Hürter : Schulenburg, Fritz-Dietlof von der. In: Neue Deutsche Biographie (NDB). vol 23, Duncker & Humblot, Berlin, 2007,  (ISBN 978-3-428-11204-3), p. 677
- Albert Krebs (de) : Fritz-Dietlof Graf von der Schulenburg. Zwischen Staatsraison und Hochverrat. Leibnis Verlag, Hambourg, 1964.
- Hans-Joachim Ramm : … stets einem Höheren verantwortlich. Christliche Grundüberzeugungen im innermilitärischen Widerstand gegen Hitler. Hänssler, Neuhausen u. a. 1996,  (ISBN 3-7751-2635-X).
- Ursula von Kardorff : Er bleibt mir unvergessen. In: Frankfurter Allgemeine Zeitung. 19. Juli 1958.
- Hans Bernd Gisevius : Bis zum bittern Ende. II. Band. Fretz & Wasmuth, Zürich 1946.
- Johann Friedrich Danneil: Das Geschlecht der von der Schulenburg. Band 2, S. 210ff, Digitalisat
- Johannes Zechner : Wege in den Widerstand. Der 20. Juli 1944 in Mecklenburg-Vorpommern. In: Mecklenburgia Sacra. Jahrbuch für Mecklenburgische Kirchengeschichte. Jg. 7, 2004, ISSN 1436-7041, p. 119–133.
- Ines Reich : Potsdam und der 20. Juli 1944. Auf den Spuren des Widerstandes gegen den Nationalsozialismus. Begleitschrift zur Ausstellung des Militärgeschichtlichen Forschungsamtes und des Potsdam-Museums. Rombach, Freiburg im Breisgau 1994,  (ISBN 3-7930-0697-2), p. 88 et suiv.
- Christian-Erdmann Schott : Fritz-Dietlof Graf von der Schulenburg und das Corps Saxonia zu Göttingen. In: Sebastian Sigler (Hg.): Corpsstudenten im Widerstand gegen Hitler. Duncker & Humblot, Berlin 2014,  (ISBN 978-3-428-14319-1), p. 437–449.